# 深港學生跨境上學問題
深港學生跨境上學問題，自1990年代中期開始出現的一個社會現象。
「深港學生」或「跨境學童」是指擁有香港永久居民身份、平日在港校讀書，但在深圳居住和生活、需要往返通關的學生群體。
這個問題，牽涉到香港和深圳兩地的教育配套。早期，一些香港學童在深圳定居亦能在當地就讀，以減少舟車勞頓。另外一些香港學童，則選擇每日從深港的各個口岸到香港上課，然後傍晚再回到深圳的居所。

## 歷年人數
- 2003年，跨境學童共3567名，其中在北區學校的有3125名，在元朗學校的有417名，在大埔學校的有25名。[1]
- 2007年，跨境學童共約6200名。[2]。
- 2009/2010學年，跨境學童共8038名，其中幼稚園有2681名，小學有4090名，中學有1267名。
- 2010/2011學年，跨境學童共9899名，其中幼稚園有3786名，小學有4575名，中學有1538名。
- 2011/2012學年，跨境學童共12865名，其中幼稚園有5708名，小學有5276名，中學有1881名。
- 2012/2013學年，跨境學童共16356名，其中幼稚園有7454名，小學有6749名，中學有2153名。
- 2013/2014學年，跨境學童共20871名，其中幼稚園有9286名，小學有9081名，中學有2504名。[3]
- 2020/2021學年，跨境學童共約27000名，其中中三至中五級約2500名。[4]
- 2023年2月22日，香港教育局統計，當天全港跨境學生合共15,760人，中學生佔9,395人，小學生及幼稚園學生則分別佔6,001人及364人。[5]

## 時代背景

### 文化差異
由於兩地文化背景的差異，香港學生在內地就學有適應上的問題，比如學生要適應教師用普通話上課。

### 移居深圳的港人增多
隨著移居深圳的適齡香港學童增加，學生跨境上學的問題已引起香港社會的關注。為加深社會人士對跨境學童及家庭需要的理解，基督教勵行會與香港教育學院、北區小學校長會、北區中學校長會進行了一個名為「關注跨境學童及家庭需要研討會」的活動，透過追訪這些學生的生活，讓社會更瞭解他們的需要。這個活動，得到了傳媒的關注。中國中央電視台亦製作有特輯，報導這些學生的生活實況。
從2006年開始，由於深圳房地產市場不斷升溫，香港與深圳的物業價格相差無幾，加上金融海嘯的衝擊，使不少本來在深圳設廠的香港企業倒閉，令不少本來在深圳定居的香港人選擇回流香港定居。這現象暫時舒緩了粵港跨境通道的緊張，亦令香港北區的物業租賃市場輕微復興。

### 深圳於2005年-2017年期間限制香港籍學生
由於教育資源日趨緊張，深圳當局曾於2005年開始對香港籍學童就讀公辦中小學設置了苛刻的條件。但後來深圳市于2017年4月出台政策，将符合条件的港澳藉儿童在深接受义务教育纳入教育基本公共服务范围。

### 雙非學童
隨著雙非學童數量的逐漸增長，不少居住在深圳的雙非兒童選擇在香港上學，這也造成了跨境學童的總量增長。此外，深港學生跨境上學的現象，其存在的合理性也受到質疑。

## 教學及學習的適應
跨境學生回到香港上學的後在教學和學習適應上遇到的問題：
- 在內地生活的香港學生，他們會覺得在香港就讀時的壓力比在內地讀書高得多，大多數都因為在英語課未能適應教師全英語的對話、或在幼稚園時未有接受英語教育而感到困惑。
- 香港教師面對在內地生活的香港學生在英語水平上與香港當地學生的差異太大，授課難度頗大。因爲要應付兩群能力差異很大的學生並不容易，但若把跨境生獨立編入一班，亦擔心會被家長認為學校對學童歧視。另一方面，有教師認為這些學童的家長普遍對子女的督促少於香港的家長，所以學童相對都比較懶散、欠缺學習動機，使他們與香港學生的差距變得愈來愈大。
- 不過，亦有學校認為，這些誤解純粹只是因為兩地文化的差異所引起的錯覺。而隨著港澳個人遊的普及，內地的教師前往香港訪問亦變得容易。因此，有學校直接安排內地教師來到香港作教學交流。一方面讓雙方分享教學經驗；另一方面作教學示範，使香港的老師明白到教導在內地受過教育的學生時要留意的地方[9]。

### 跨境學童與特殊教育需要
現時，香港在北區的特殊教育資源，主要集中在上水。對於在沙頭角及深圳市生活的學生來說，由於路程遙遠及交通接送不便，學生家長寧願讓學童留在主流學校而不願意讓其子女入讀特殊學校。這使有特殊教育需要的學童很可能不能得到最合切的學習環境。但另一方面，由於在內地的學校未有就有特殊教育需要的學生進行調適，迫使這些學生無可選擇而必須到香港就學，而不能選擇留在深圳的港人子弟班。

## 交通及接送的適應
由於深圳與香港新界北區各個新市鎮還有一段距離，早期有不少家長不放心子女獨自過境，所以把子女都留在深圳上課。不過，現時有不少幼稚園及小學派老師或保姆車司機前往深港西部通道，福田口岸，皇崗及羅湖接送學生，亦有家長願意擔當義工，把學生從深圳過境帶到香港，使家長得以安心讓學生過境上學。
為方便過香港讀書的學童，深圳邊檢總站於2005年12月21日起在羅湖口岸出入境大廳專門開通「深港走讀學童專用通道」，並安排專門人員進行引導，使學童無需要與一般旅行混在一起過關，以使他們能夠在旅遊高峰期仍然能準時上課。另一方面，專門通道亦讓家長及老師進入大廳接送學生，使雙方在接送方面更加放心。但有家長對於深圳方面的辦證有所微言，原因是所有八歲以下的學童都不能自行過關，而需要出示通行證。但深圳方面卻不承認在香港學生普遍用來申請證件的學生手冊，而要校方寫信證明學生的身份，這使學生家長及學校方面頗感麻煩。
以前，深圳學童前往香港就讀，主要集中在元朗區的學校，亦包括部份北區的學校。但隨著2007年九廣東鐵落馬洲支線的啟用及深港西部通道通車，屯門區的學校及更多北區的學校會加入這個市場，而往返兩地的學童亦將會愈來愈多。2009年，有學生家長向傳媒投訴，指香港的跨境學位不足，有學生被派往大埔區遠離鐵路的小學。
有部份經常來往深港兩地的市民並不贊同學生跨境上學，認為他們為邊境製造不必要的交通麻煩，使交通擠塞。因此，現時在沙頭角居住的香港學生不能使用文錦渡通道，而必須坐半小時車到羅湖過關。這間接使香港沙頭角一帶的村校結業，因為本來當地的學額足以應付從深圳沙頭角的香港學童，但因為交通緣故，這些學童都改在粉嶺及上水上學。

### 2019冠状病毒病疫情跨境學童未能復課
由於2019冠状病毒病疫情的影響，2020年5月27日起香港學校分階段復課，但由於內地來港強制檢疫隔離措施不斷向後延續，除非2019冠状病毒病疫苗研發成功，否則跨境學童在香港學校復學後將無法復課，跨境學童或須轉往內地學校暫時就讀或通过互联网线上学习，直至疫苗研發成功為止。2021年6月23日，香港教育局局長楊潤雄表示，已委託承辦機構於5月至7月期間在深圳羅湖、福田及南山區開辦「心理社交支援課程」及「學習支援課程」，供居於深圳的中、小學跨境學生參加。同时就跨境學生復課的安排與內地有關當局保持溝通。此外，一些跨境學童亦因此影响，无法赴港参加考试。深圳市相关部门与香港有关部门经沟通，在线上教学告一段落后，由深圳方面提供考场，让深圳的跨境学童就近考试。
2023年1月18日，香港特区政府教育局宣布，将争取于2月1日恢复跨境学童面授课堂。2月3日，香港特首李家超召开记者会介绍，跨境學童分兩階段來港上課，2月8日起先期安排中學生返校，2月22日起擴展至小學及特殊學校。

## 推廣及宣傳
現時，香港北區及元朗區都有不少小學及幼稚園定期派遣教師團隊北上，到深圳各個香港人聚居的大型屋苑招生。例如在2006年，就有12家來自北區及元朗區的香港小學參與在皇崗中學舉辦的香港升學博覽會。另外，有不少屋苑搞小型展覽會，聯同多家香港的學校協作，為屋村舉辦遊戲活動之餘，亦有為居民講解到香港就學的各種問題。

## 海關問題
香港發生過多宗失蹤兒童穿校服過關的的事件，入境處職員以為他們是跨境上學的學童。這也暴露了現時粵港邊境通道管制存在的問題。
由於海關對跨境學童的抽查不如其他對過境人士的嚴格，跨境學童也曾經被走私犯罪分子利用，成為大陸方面監管上的難題。深圳皇崗海關曾於2014年4月14日在兩個小時內連續查獲8宗深港跨境學童利用書包藏帶電子產品入中國大陸境內的案件。

## 流行文化
- 《過春天》：以跨境學童及水貨客問題為題材的2019年中國電影

## 參看
- 香港教育
- 深圳教育
  - 深圳市羅湖區港人子弟學校
- 港漂

## 外部連結
- 香港國際社會服務社：第八屆跨境學童香港教育展 （页面存档备份，存于）
- 明報：深圳設港走讀學生專用通道
- 香港一家以設有從皇崗口岸接觸學生作招徠的幼稚園的廣告
- 基督教勵行會：跨境學童及家長支援服務計劃